# Turhan Përmeti
Turhan Përmeti, född 1839 i Përmet i Albanien, död 18 februari 1927 Frankrike, var en albansk politiker. Han var vali av Kreta åren 1894–1895, och sedan premiärminister i Albanien.